# Vergato
Vergato là một đô thị ở tỉnh Bologna vùng Emilia-Romagna của Ý, có vị trí khoảng 30 km về phía tây nam của Bologna.
Vergato giáp các đô thị sau: Castel d'Aiano, Gaggio Montano, Grizzana Morandi, Marzabotto, Savigno, Zocca.
Toàn bộ thị xã này đã bị phá hủy trong đệ nhị thế chiến.